# Jozef Janssens

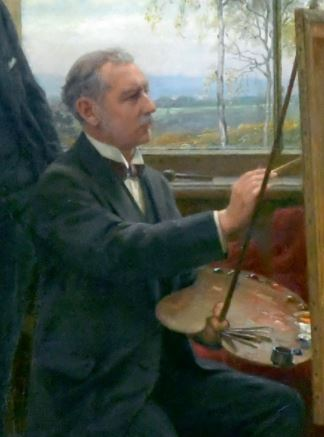
Jozef Janssens, Selbstporträt (1918)

Jozef Marie Aloys Janssens de Varebeke (* 29. Mai 1854 in Sint-Niklaas, Provinz Ostflandern, Belgien; † 29. Juni 1930 in Antwerpen) war ein belgischer Historien- und Porträtmaler.

## Leben

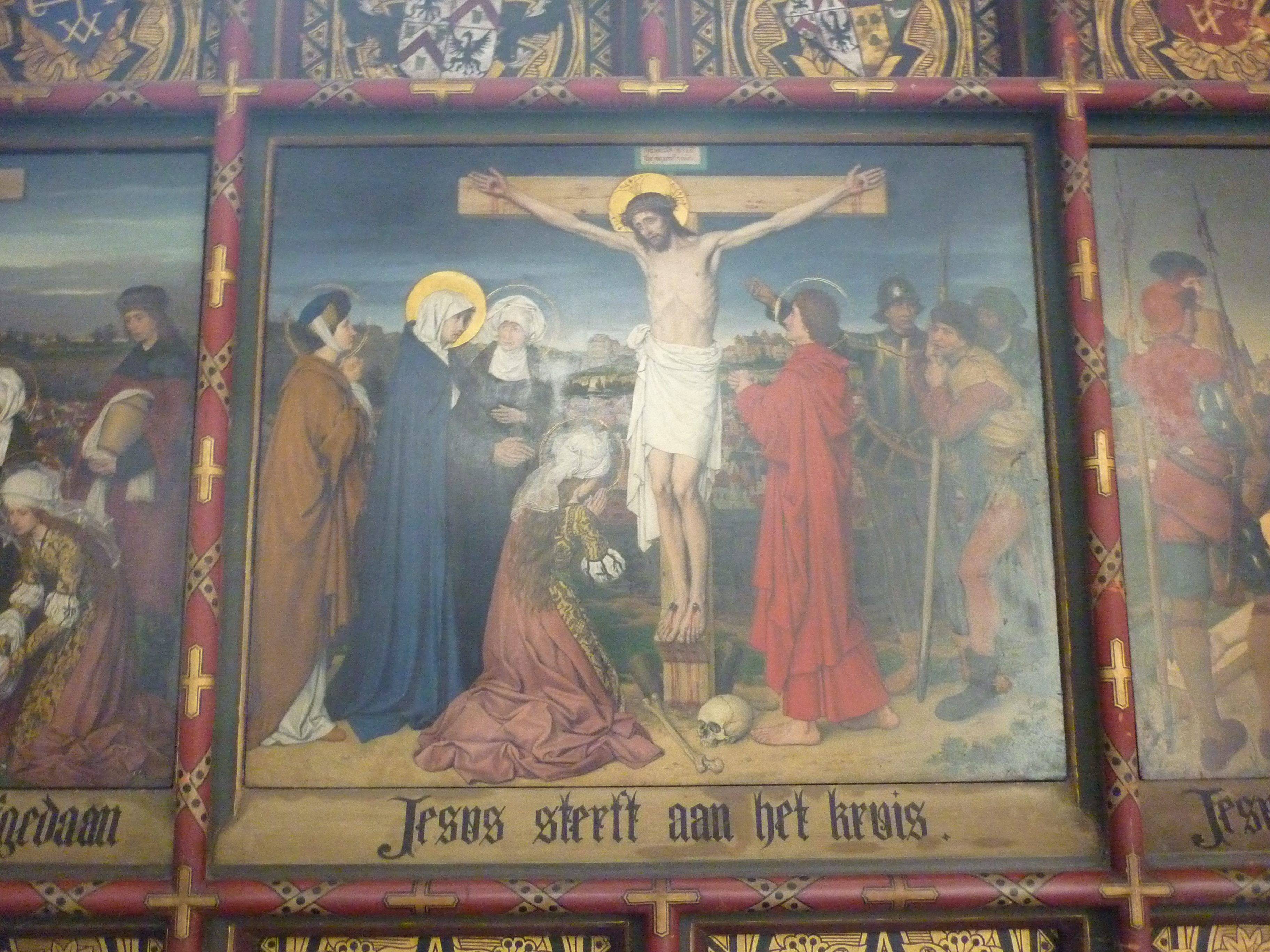
Jesus sterft aan het kruis, Ausschnitt aus Janssens’ Kreuzwegzyklus Die sieben Schmerzen Mariens in der Liebfrauenkathedrale Antwerpen

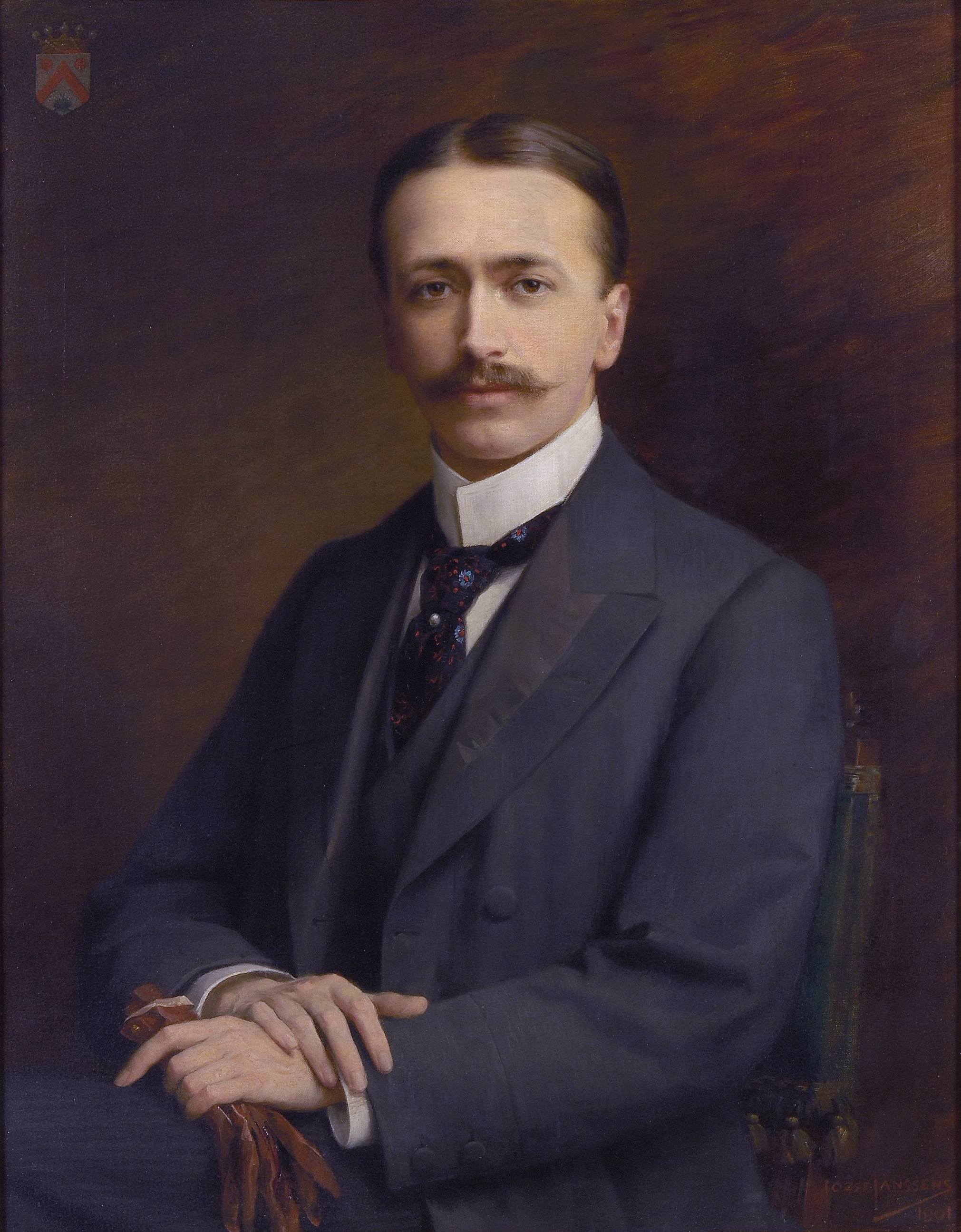
Fritz Mayer van den Bergh, 1901

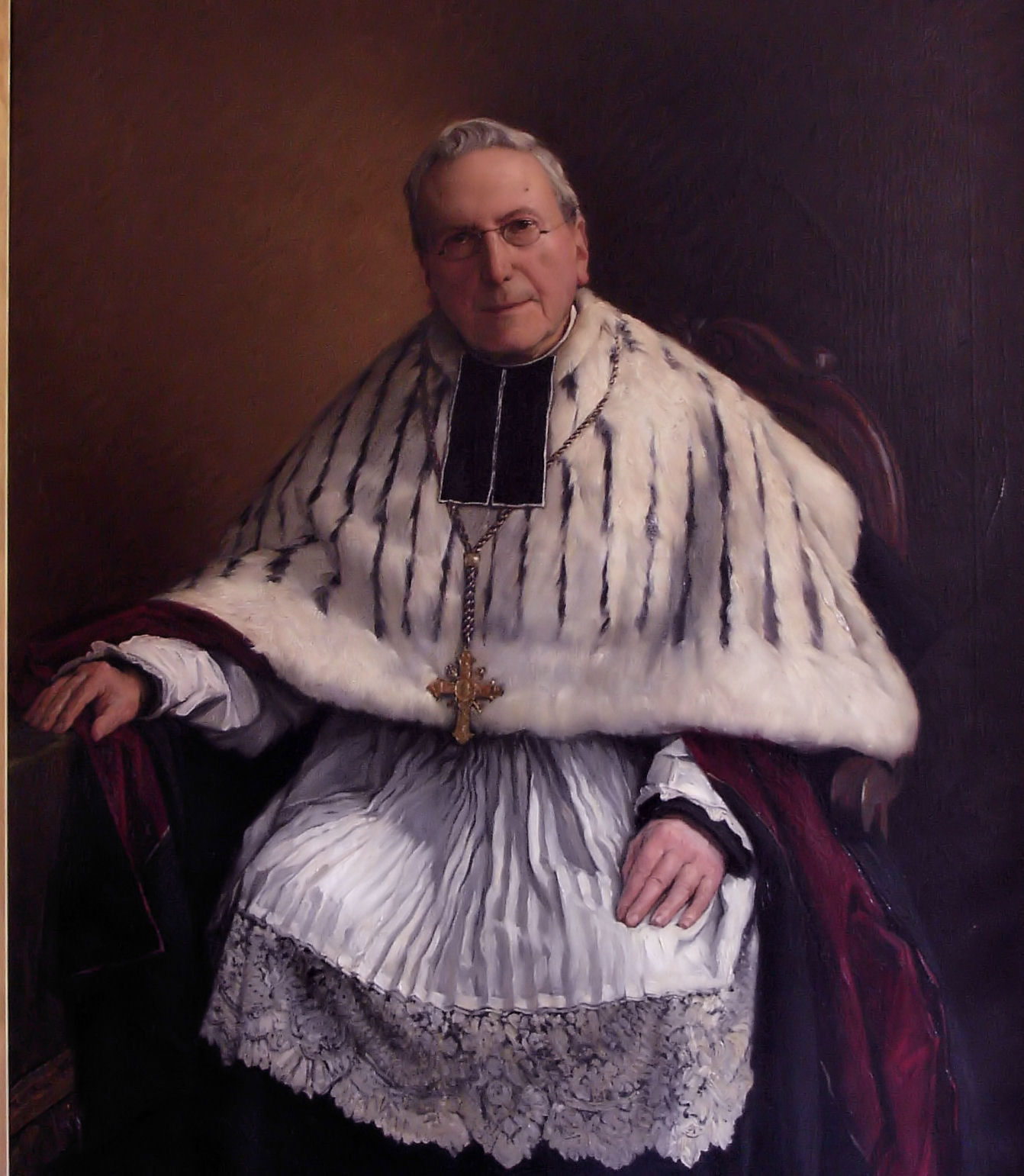
Petrus-Ludovicus Stillemans als Ehrendomherr an St. Bavo, 1906

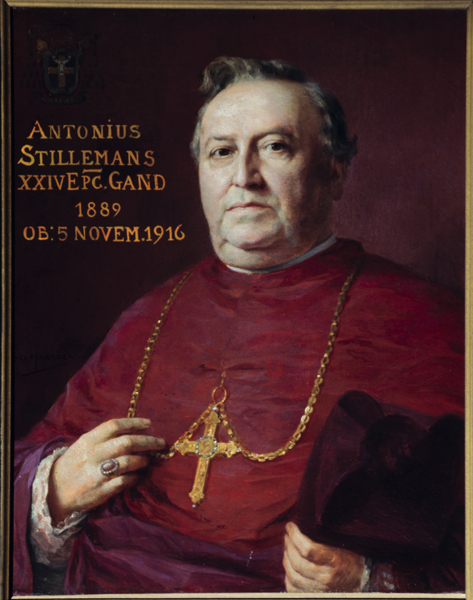
Antoon Stillemans, Bischof von Gent, 1916

Janssens wurde als ältestes Kind des Industriellen und belgischen Abgeordneten der Katholischen Partei Theodoor Petrus Franciscus Janssens (1825–1889) und dessen Ehefrau Marie-Angélique, geborene Beeckman (1834–1889), in eine kunstsinnige Familie geboren. Sein Vater, der selbst zeichnete, war als Liebhaber kirchlicher Kunst mit den Malern Jan Swerts und Godefried Guffens befreundet. Nach dem Gymnasium seiner Vaterstadt besuchte Janssens das Jesuitenkolleg auf Schloss Bleijenbeek in Bergen (Limburg). Als sein Vater im Jahr 1872 von den Düsseldorfer Malern Franz Ittenbach und Karl Müller besucht wurde und sie bei dieser Gelegenheit seine frühen Zeichnungen in Augenschein genommen hatten, ermunterten sie ihn, sich in der Malerei ausbilden zu lassen. Nach dem Abitur arbeitete Janssens zunächst in der Fabrik seines Vaters. Parallel ließ er sich von Swerts unterrichten. Als dieser Antwerpen verlassen hatte, um Direktor der Akademie der Bildenden Künste Prag zu werden, wechselte Janssens im Oktober 1873 in das Atelier von Ittenbach nach Düsseldorf. Dort blieb er bis Oktober 1874. In dieser Zeit verkehrte er unter anderem mit den Malern Ernst Deger und Franz Cremer. Im Folgejahr ließ er sich von Guffens in Brüssel unterweisen. Im Herbst 1876 zog Janssens nach Rom, wo er auf Vermittlung Ittenbachs Schüler von Ludwig Seitz wurde. Sein dortiger Aufenthalt fiel mit dem Theologiestudium seines Bruders Henri Janssens (benediktinischer Ordensname Laurentius, 1855–1925) an der Päpstlichen Universität Gregoriana zusammen. Von Rom aus besuchte Janssens wiederholt die Abtei Montecassino, wo er Desiderius Lenz kennenlernte, den Gründer der Beuroner Kunstschule, und dessen Freunde Gabriel Wüger und Lukas Steiner, die dort seinerzeit mit der Ausmalung der Torretta beschäftigt waren. Im Spätsommer 1880 schloss Janssen seinen von gelegentlichen Heimatbesuchen unterbrochenen Italienaufenthalt ab. 1884 ließ er sich als Maler in Antwerpen nieder. Seine Ehefrau Marie Lucie, geborene Hye-Hoys (1866–1950), gebar acht Kinder. Seine Grabstätte liegt auf dem Schoonselhof in Antwerpen.
Zur Ausgestaltung einer Reihe von Kirchenbauten trug Janssens durch Tafel- und Wandgemälde bei, etwa für die Jesuitenkirche von Löwen, das Beginenkloster in Gent, die Abtei Maredsous bei Namur, die Kirchen St. Joseph und St. Willibrord sowie die Liebfrauenkathedrale in Antwerpen (1903–1910). Außerdem schuf Janssens eine Reihe von Porträts von Geistlichen, so zum Beispiel Bildnisse der Päpste Leo XIII. und Pius X. (1904), des Mechelner Erzbischofs Désiré-Joseph Mercier, des Genter Bischofs Antoon Stillemans (1916) und dessen Bruders, des Priesters Petrus-Ludovicus Stillemans (1906). Auch den katholischen Politiker und Minister Joris Helleputte und den Kunstsammler Fritz Mayer van den Bergh (1901) porträtierte er. Janssens nahm an verschiedenen Ausstellungen in München teil, 1905 stellte er auf der Weltausstellung Lüttich aus. Während des Ersten Weltkriegs lebte Janssens als Flüchtling in Manchester, wo er sich als Porträtmaler über Wasser hielt. 1916 entstanden dort seine Bildnisse des Nuklearphysikers Ernest Rutherford und dessen Tochter Eileen.
1904 verlieh Pius X. ihm den Silvesterorden. 1905 wurde er Mitglied der Akademie zu Antwerpen, 1906 der Königlichen Kommission für Denkmäler.